# Bengt Bengtsson (museiman)
Bengt Svante Bengtsson, född den 2 mars 1910 i Karlshamn, död den 29 december 1981 i Lunds domkyrkoförsamling, var en svensk museiman.
Bengt Bengtsson, som var son till boktryckare Folke Bengtsson och Ruth Svensson, blev filosofie licentiat 1944 samt filosofie doktor vid Stockholms högskola 1956. 
Från 1946 var han intendent och från 1958 förste intendent vid Nordiska museet i Stockholm. Åren 1961–1977 var han chef för Kulturen i Lund.  Han var en mycket verksam kulturhistorisk författare, främst under 1940- och 1950-talen, men fortsatte sitt författarskap ända till sin död. Hans viktigaste specialistområden var bokhistoria och silversmide, men han skrev även om bland annat svenska kistebrev. 
Bengt Bengtsson var från 1932 gift med Inga Thelin (1908–2000). Makarna är gravsatta på Norra kyrkogården i Lund.